# Holographis cuicatlanensis
Holographis cuicatlanensis es una especie de planta fanerógama de la familia Acanthaceae.

## Descripción
Arbusto de 1 a 1.8 m de alto; tallos maduros glabros, a veces ligeramente exfoliantes, tallos jóvenes verdes, densamente pubescentes. Hojas 4 por nudo; lámina ovada, elíptica de 6 a 36 mm de largo por 3 a 21 mm de ancho, margen entero, ambas superficies pubescentes. Inflorescencia axilar y/o terminal, de espigas cortas de 2 a 6 flores (frecuentemente reducidas a 2); brácteas triangular a lanceolado de 4 a 6 mm de largo por 2 a 2.3 mm de ancho. Cáliz imbricado de 5 a 11mm de largo, lóbulos lanceolado-subulados. Corola amarilla a roja, bilabiada, el labio superior con 2 lóbulos y el inferior con 3, de 19 a 42 mm de largo, tubo de 6 a 13 mm de largo por 2 mm de ancho, densamente pubescente por dentro; estambres 4, filamentos de 10 a 22 mm de largo, con un estaminodio de 9 mm de largo; ovario glabro, de 2 a 3 mm de largo; estilo hasta de 40 mm de largo glabro. Fruto, 1 cápsula elipsoide de 13 a 16 mm de largo y de 4 a 5  mm de ancho, esencialmente glabra, semillas de 3 a 5 mm de largo por 2.4 a 3.4 mm de ancho, densamente pubescentes.

## Distribución
Se localiza en México, en Cuicatlán, estado de Oaxaca y en Tehuacán, en el estado de Puebla.

## Hábitat
Crece en vegetación de selva baja caducifolia y en matorral espinoso, entre los 1200 y 1320 m s.n.m.

## Estado de conservación
No se encuentra bajo ninguna categoría de riesgo en las normas mexicanas e internacionales (Norma Oficial Mexicana 059).